# Colgate Series Championships 1978
Il Colgate Series Championships 1978 è stato un torneo di tennis giocato sul cemento. È stata la 1ª edizione del torneo, che fa parte del WTA Tour 1978. Si è giocato a Palm Springs negli Stati Uniti, dal 6 al 12 novembre 1978.

## Campionesse

### Singolare
Chris Evert ha battuto in finale  Martina Navrátilová con il punteggio di 6–3, 6–3

### Doppio
Billie Jean King /  Martina Navrátilová hanno battuto in finale  Kerry Reid /  Wendy Turnbull con il punteggio di 6–2, 6–2